# Somers Glacier
Somers Glacier är en glaciär i Antarktis. Den ligger i Västantarktis. Argentina, Chile och Storbritannien gör anspråk på området. Somers Glacier ligger 747 meter över havet.
Terrängen runt Somers Glacier är huvudsakligen kuperad, men åt sydväst är den bergig. Terrängen runt Somers Glacier sluttar västerut. Trakten är obefolkad. Det finns inga samhällen i närheten.